# Trekker (vrachtwagen)

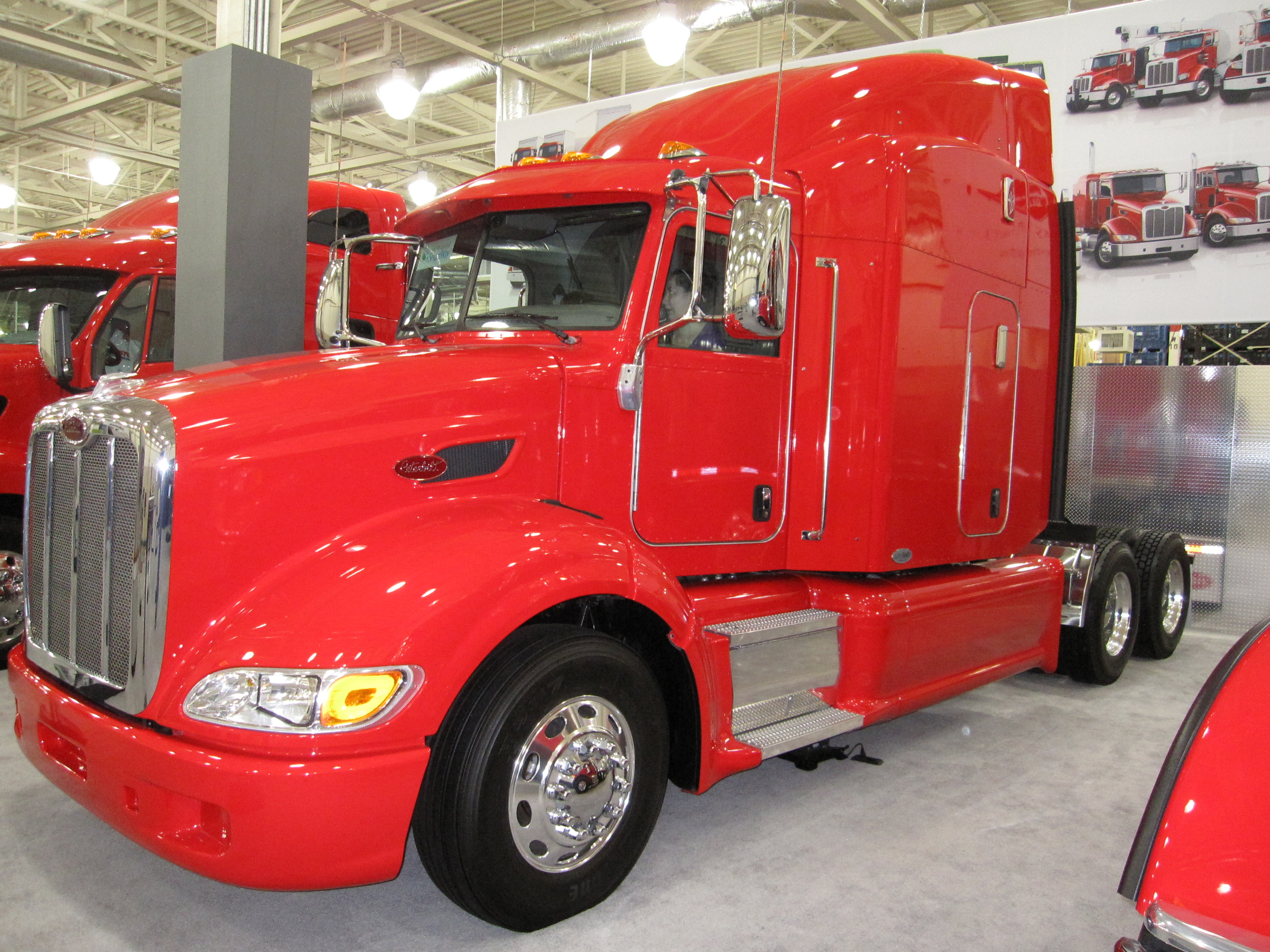
Peterbilt 386 trekker 6x4

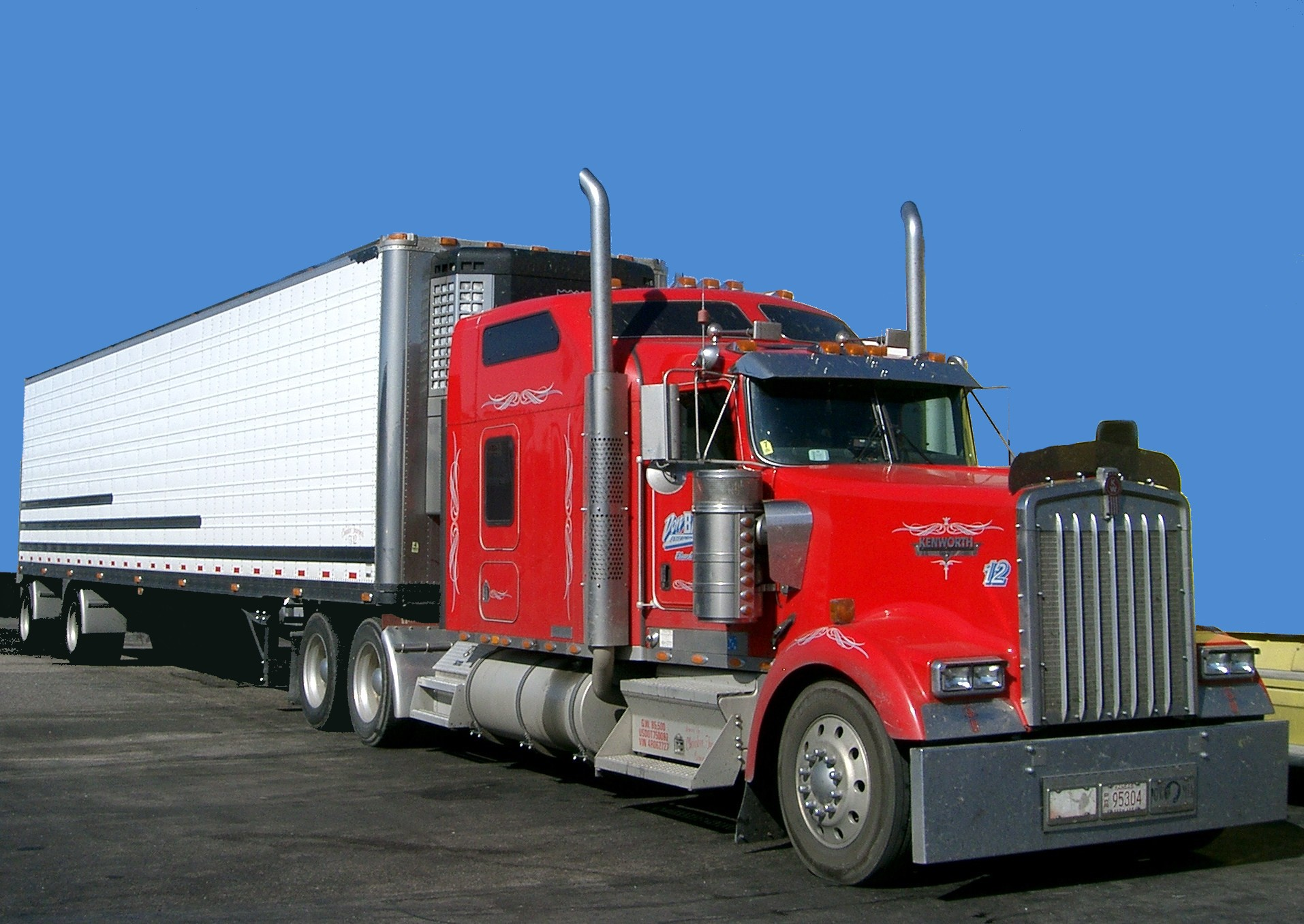
Kenworth W500 trekker met torpedofront

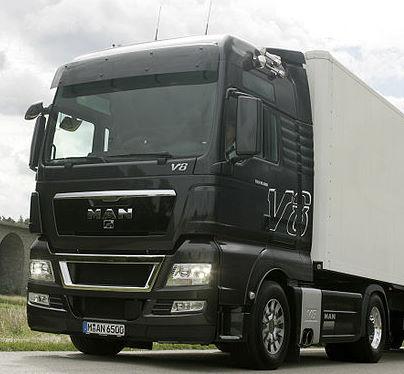
MAN TGX trekker met frontstuurcabine

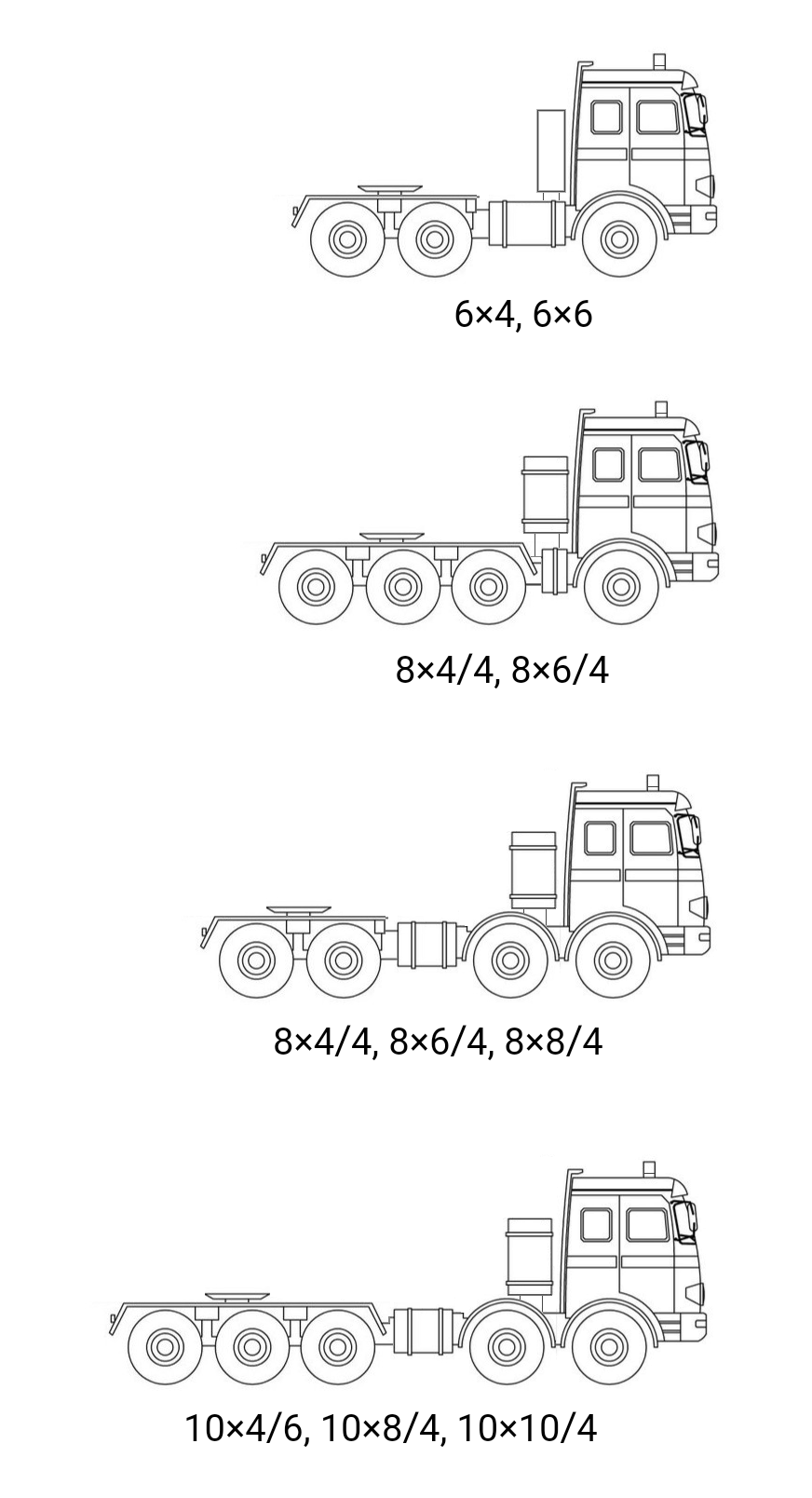
Verschillende as-configuraties

Een trekker is een type vrachtwagen dat bestemd is voor het trekken van opleggers. Er zijn vele uitvoeringen die verschillen in grootte en uitvoering. De voertuigen hebben met twee of meer assen. Een trekker is voorzien van een koppelschotel, en de oplegger is voorzien van een kingpin die op de koppelschotel kan worden gekoppeld. Opleggers zijn er in veel uitvoeringen, afhankelijk van het gebruiksdoel. Voor het besturen van trekker is een Europees rijbewijs C of CE nodig.
Een combinatie van een trekker en één of meerdere opleggers wordt een vrachtwagencombinatie, trekker-opleggercombinatie of kortweg combinatie genoemd. Een trekker kan met elke oplegger rijden, zodat chauffeur en trekker niet op het laden en lossen hoeven te wachten.
In het Duits wordt een trekker een Sattelzug(maschine) of Sattelschlepper genoemd, in het Engels een semi(-tractor) of (truck) rig (VS), een artic (VK) en in het Frans een tracteur (routier) .

## Overzicht
Trekkers hebben gewoonlijk een sterke dieselmotor, meerdere assen en een transmissie met veel overbrengingen (10, 13 of 18 versnellingen) voor maximale flexibiliteit bij het schakelen.
Bij een trekker-oplegger combinatie wordt de lading over meerdere assen verdeeld. Hij is wendbaarder dan een even grote vrachtwagen met vaste opbouw. Het meest gebruikelijke bevestigingssysteem voor opleggers is een koppelschotel, waarmee ze snel kunnen worden gewisseld: terwijl de oplegger wordt geladen of gelost, kan de trekker alweer vertrekken met een andere oplegger.

## Configuraties

### Cabine
Er zijn twee gangbare cabineconfiguraties voor trekkers:
- Torpedofront of conventionele cabine, waarbij de motor en motorkap vóór de cabine geplaatst is. Dit type wordt veel gebruikt in Noord-Amerika en Australië. Dit model is geschikt voor hogere snelheden en langere afstanden op brede wegen. Deze trekkers zijn in de VS en Australië vaak voorzien van een grote slaapcabine.
- Frontstuur, waarbij de bestuurder boven, naast of voor de motor is gepositioneerd. Dit type wordt veel gebruikt in de Europese Unie en Japan, en is door goed zicht en goede wendbaarheid geschikt voor gebruik in meer bebouwde gebieden, op bochtiger wegen. Bovendien geldt in de EU en Japan een maximale voertuiglengte, waardoor een frontstuurtrekker een langere oplegger kan gebruiken, en dus meer lading kan vervoeren.[2][3]

### Assen
Een trekker kan meerdere assen hebben. Welke configuratie gebruikt wordt is afhankelijk van toegelaten asbelasting. De meest voorkomende varianten zijn 4×2, 6×2 en 6x4. Het eerste cijfer staat voor het aantal wielen (enkel of dubbel), het tweede voor het aantal aangedreven wielen (enkel of dubbel. Sommige fabrikanten bieden echter 6×6, 8x4, 8×6, 8×8, 10×8 en 10×10 asconfiguraties aan.
De 6×4 trekkers is in de Verenigde Staten en Australië het meest gebruikte configuratie vanwege de grote afstanden. In Europa zijn de 4×2 en 6×2 varianten gangbaarder.
Trekkers met drie of meer assen kunnen meer dan één sturende as hebben, die ook kan worden aangedreven.
Bij veel 6×2 trekkers kan de niet-aangedreven achteras omhoog worden gebracht wanneer deze licht beladen is of zonder aanhanger rijdt, om banden slijtage te verminderen, tolweg kosten te besparen en meer tractie te krijgen op de aangedreven as.
De 6×6 trekkers hebben drie assen die allemaal worden aangedreven, en 8×6 trekkers hebben vier assen, met ofwel de achterste drie aangedreven en de vooras niet, of de voorste en achterste twee assen aangedreven en een niet-aangedreven middenas die omhoog kan worden gebracht, en alleen wordt gebruikt om de asbelasting te spreiden wanneer dat nodig is.
Bij 8×8 en 10x10 trekkers zijn alle assen aangedreven, terwijl de voorste twee zijn meestal beide gestuurd zijn.

## BE-trekker
Een BE-trekker is meestal een chassis-cabine bestelwagen met een kleinere en lichtere koppelschotel dan een vrachtauto, waarmee een BE-oplegger vervoerd wordt. BE-trekker en BE-oplegger worden samen een BE-combinatie genoemd.
Het voordeel van dit type oplegger is dat deze in gebieden met een vrachtwagenverbod met een BE-rijbewijs bestuurd mag worden. De BE-combinatie heeft een aanzienlijke lengte voor stabiliteit, en heeft vaak geen meesturende achteras.
In de Verenigde Staten zijn kleinere opleggers al langere tijd populair, waarbij pickup-trucks gebruikt worden als trekker. De opleggers zijn bijvoorbeeld uitgevoerd als caravan, of als veewagen. Vaak maken deze gebruik van een koppelschotel of ‘fifth-wheel’, en dit soort opleggers wordt daarom in de VS ook wel "fifth wheel" genoemd. Tegenwoordig zijn BE-caravanopleggers ook in Europa een normaal verschijnsel.

## Galerij

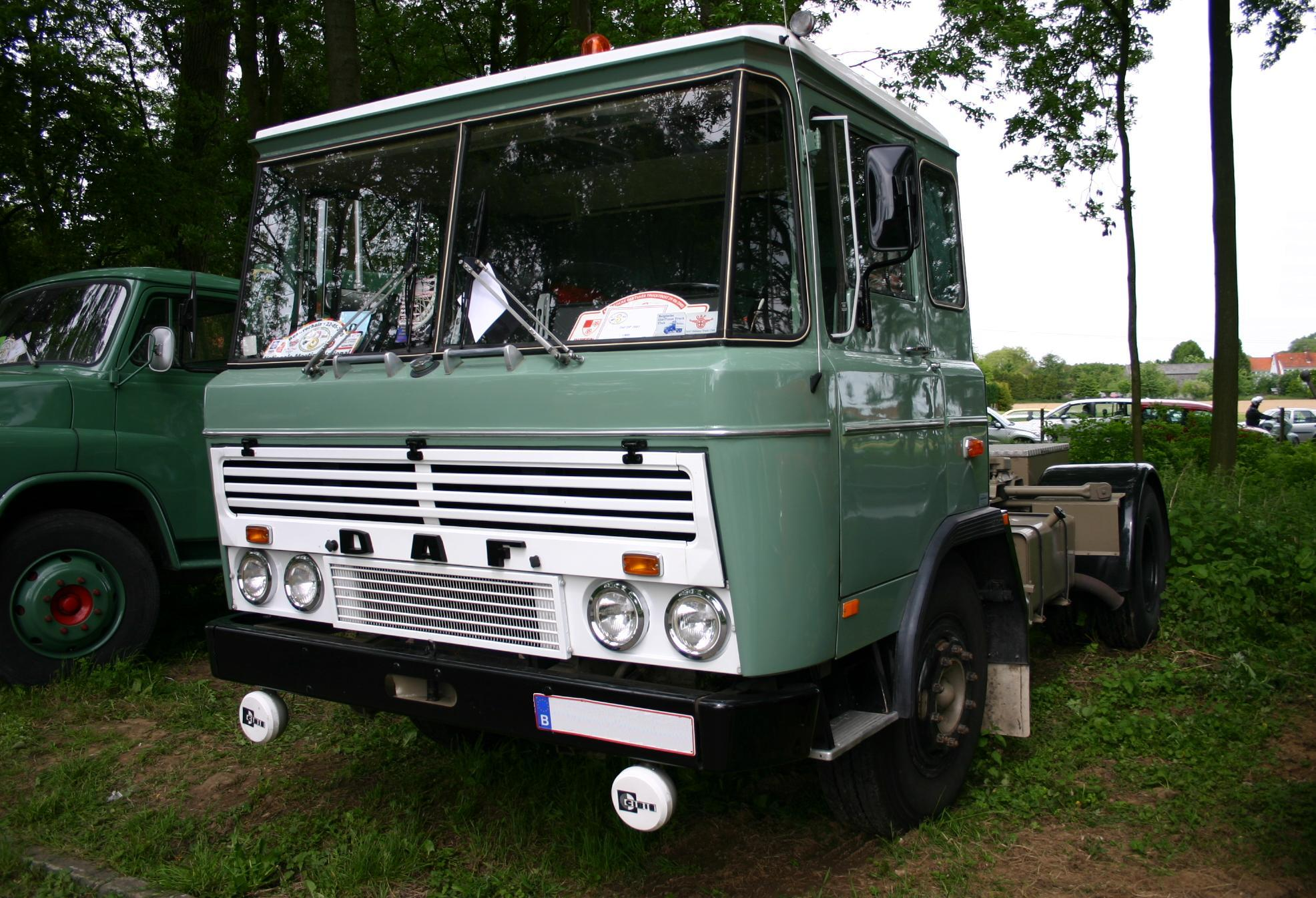
DAF 2600, 1962
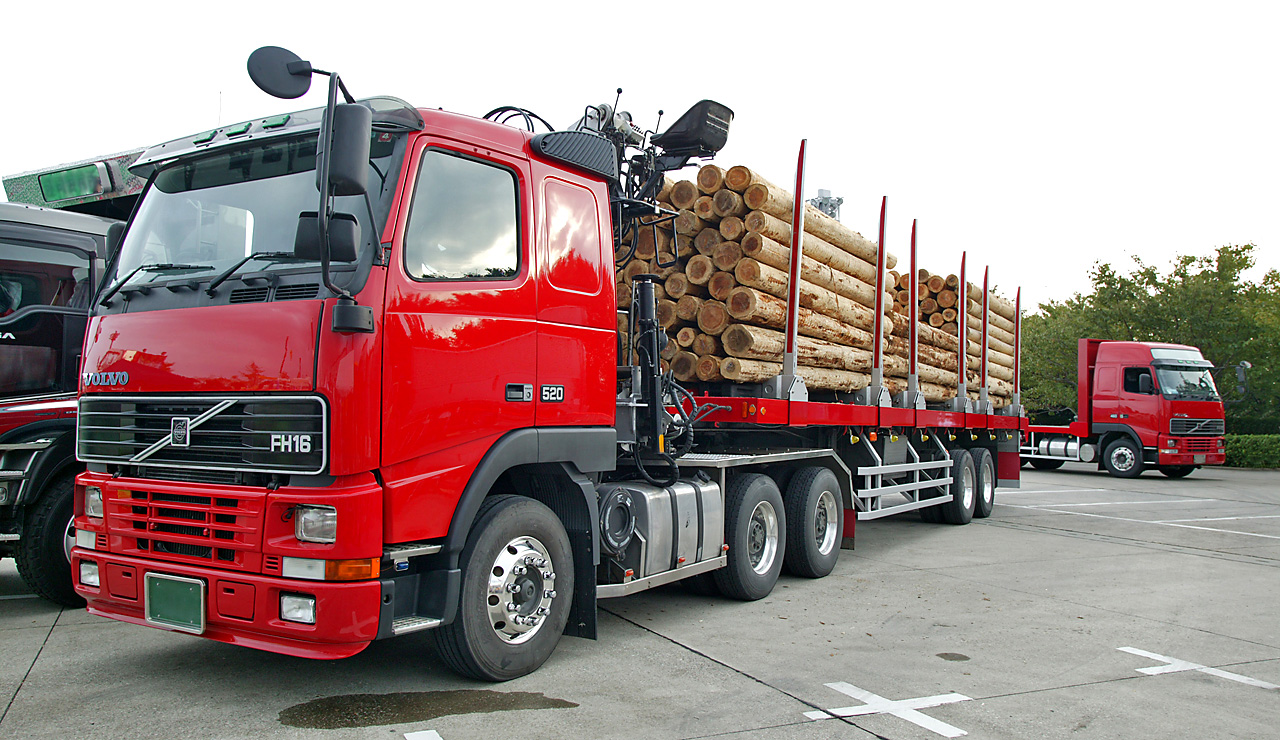
Volvo FH16, 1993
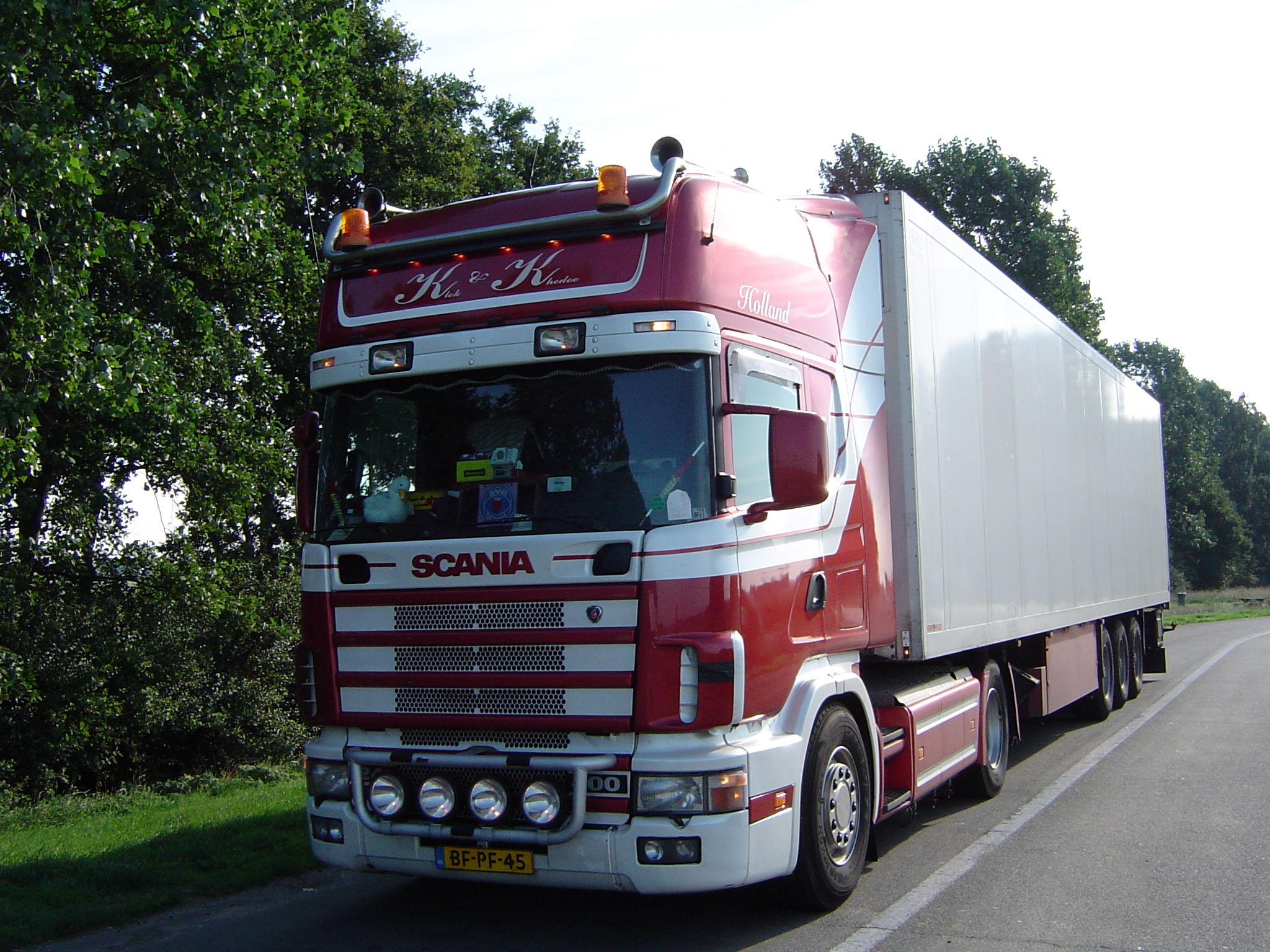
Scania 124 trekker met metalen trailer
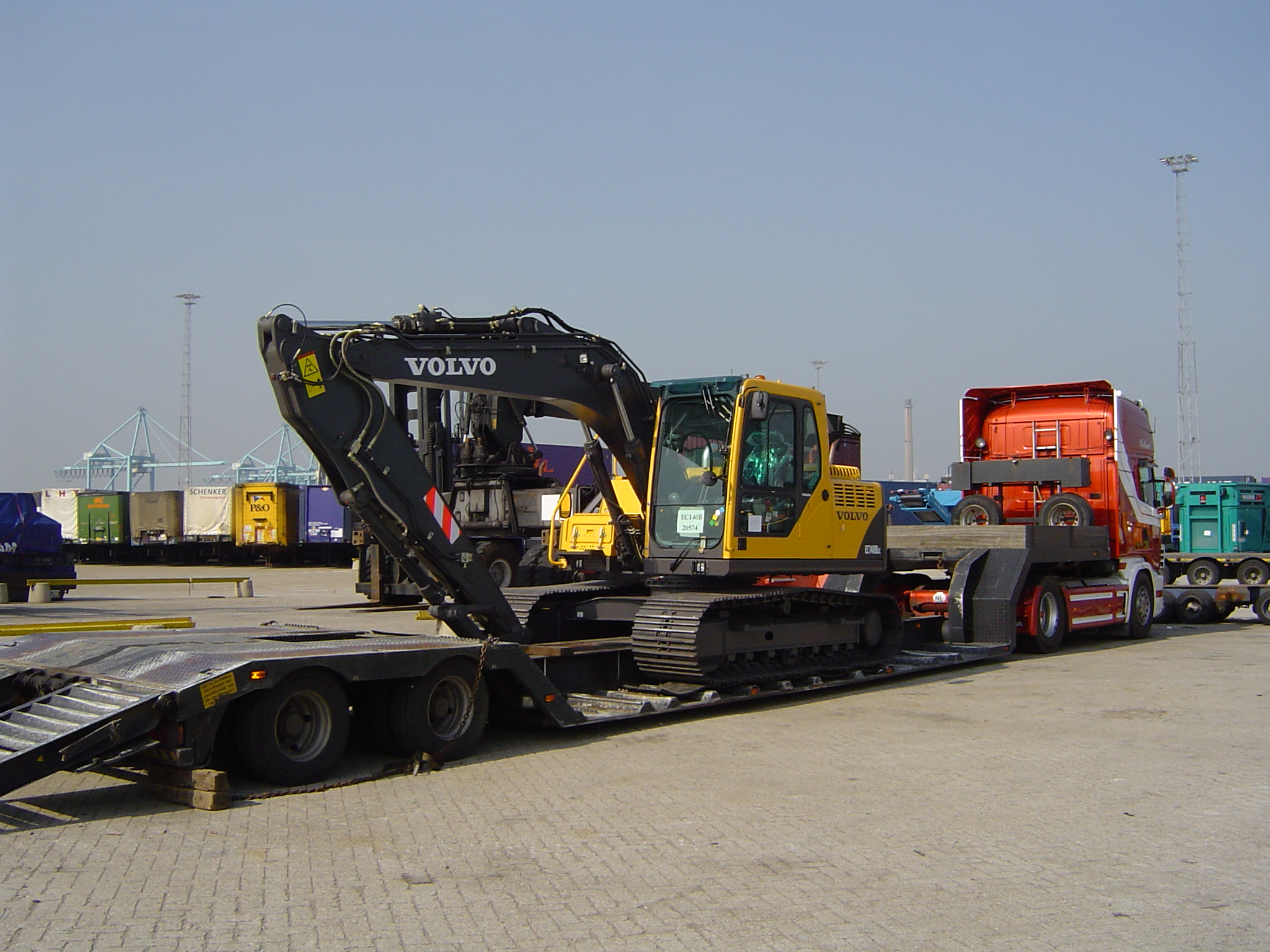
Trekker met dieplader met graafmachine
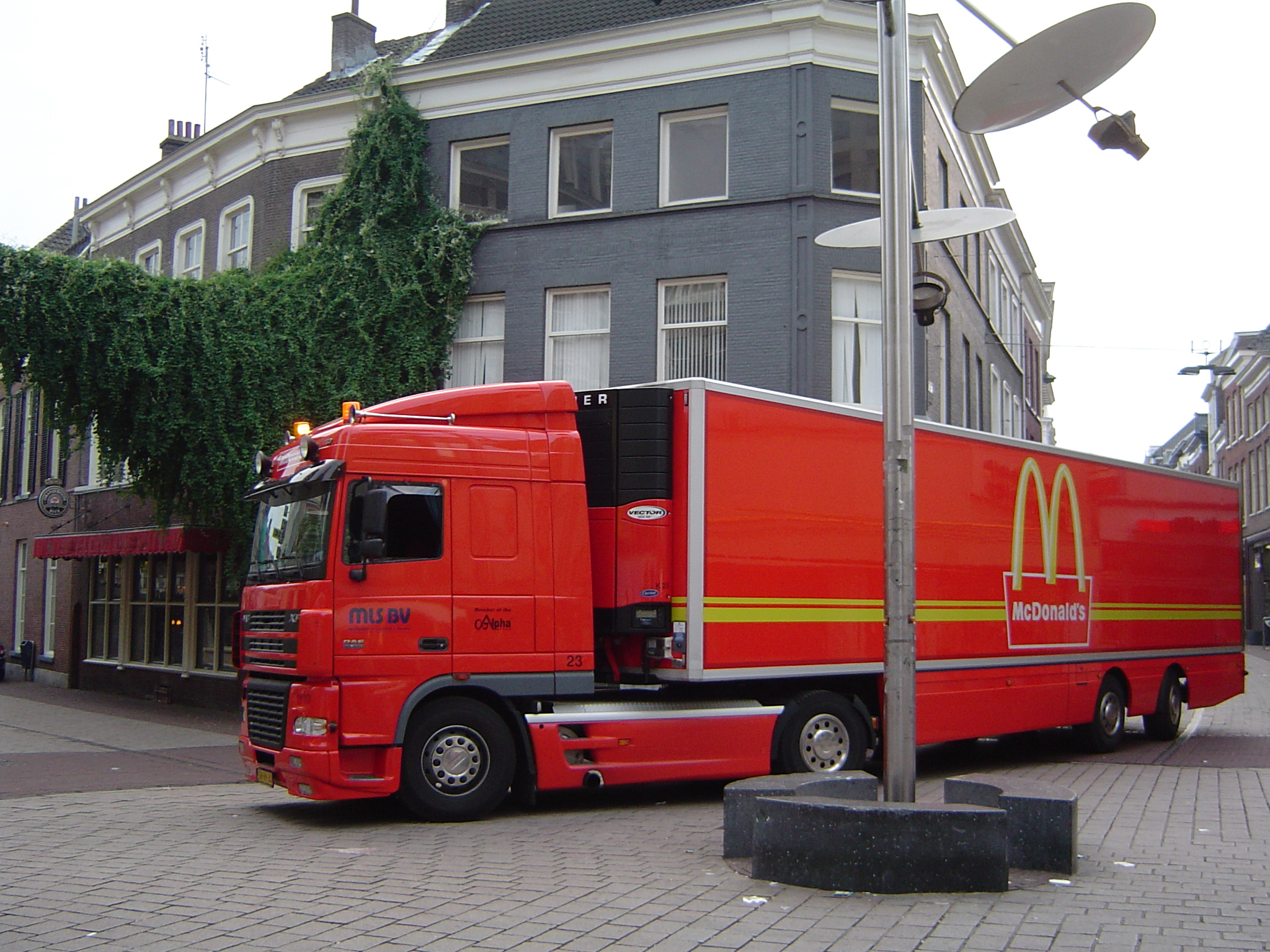
DAF XF trekker met koeltrailer
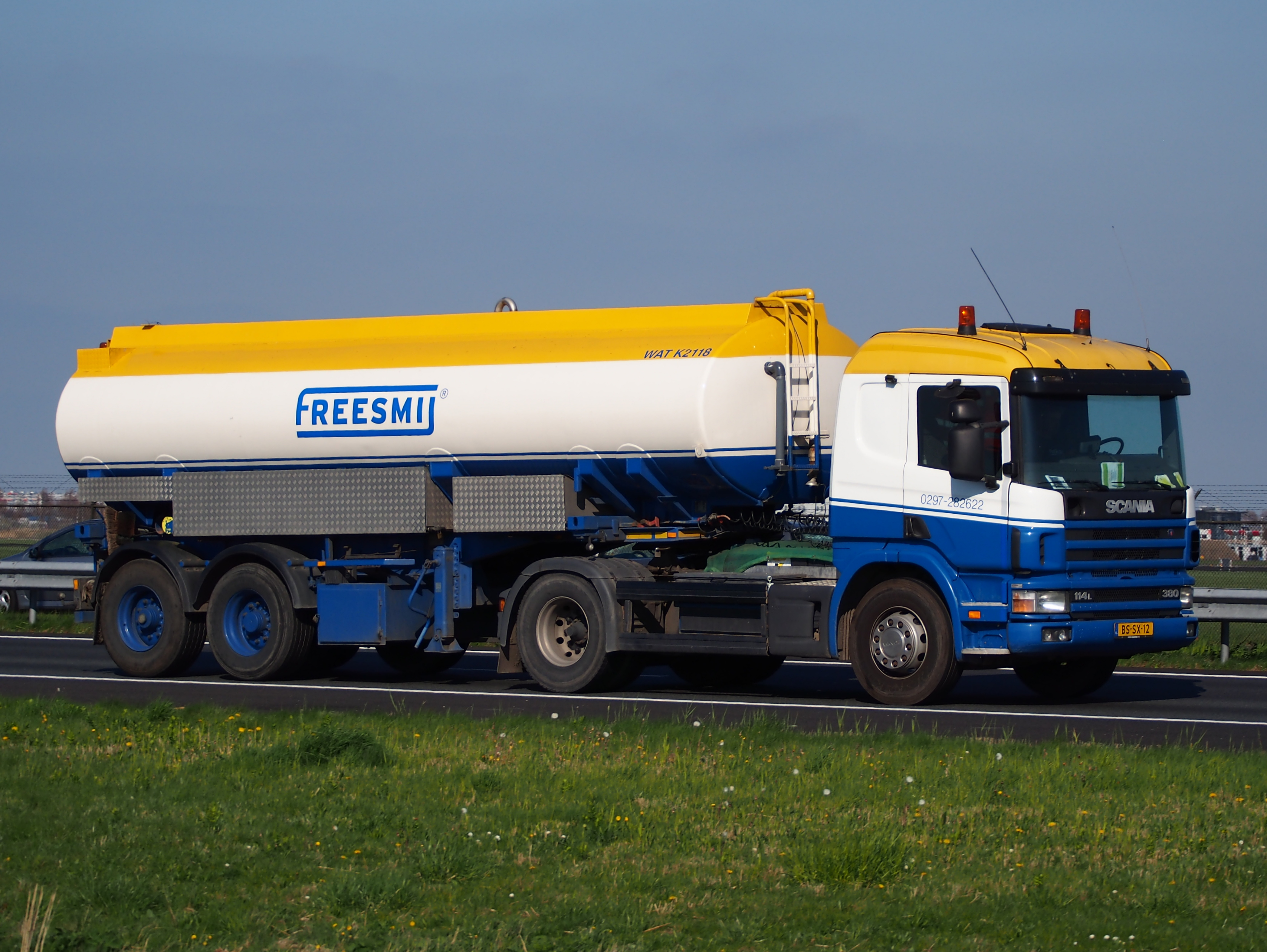
Scania 114L 380 met tankoplegger
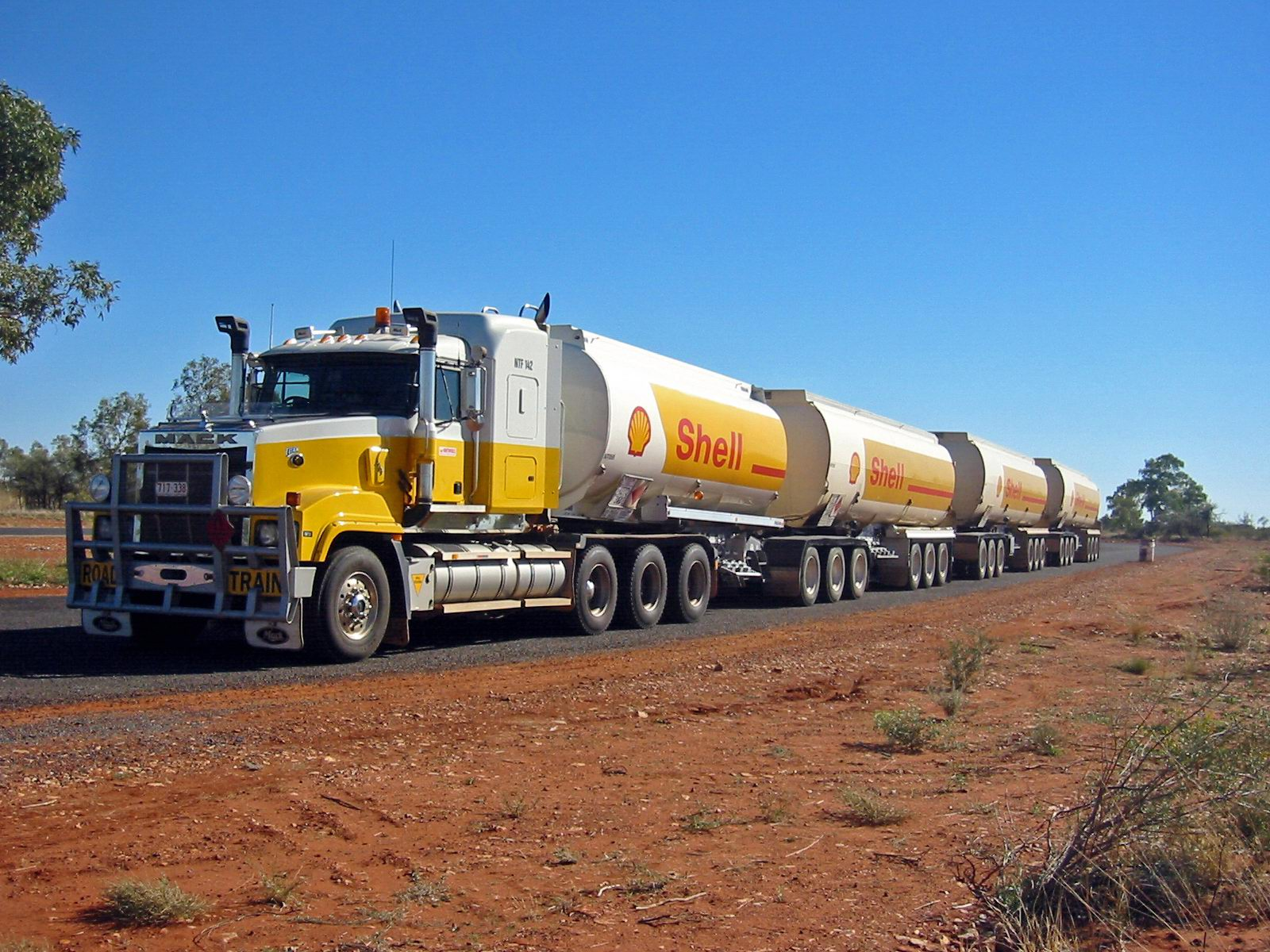
Mack Titan Road train in de Australische Outback
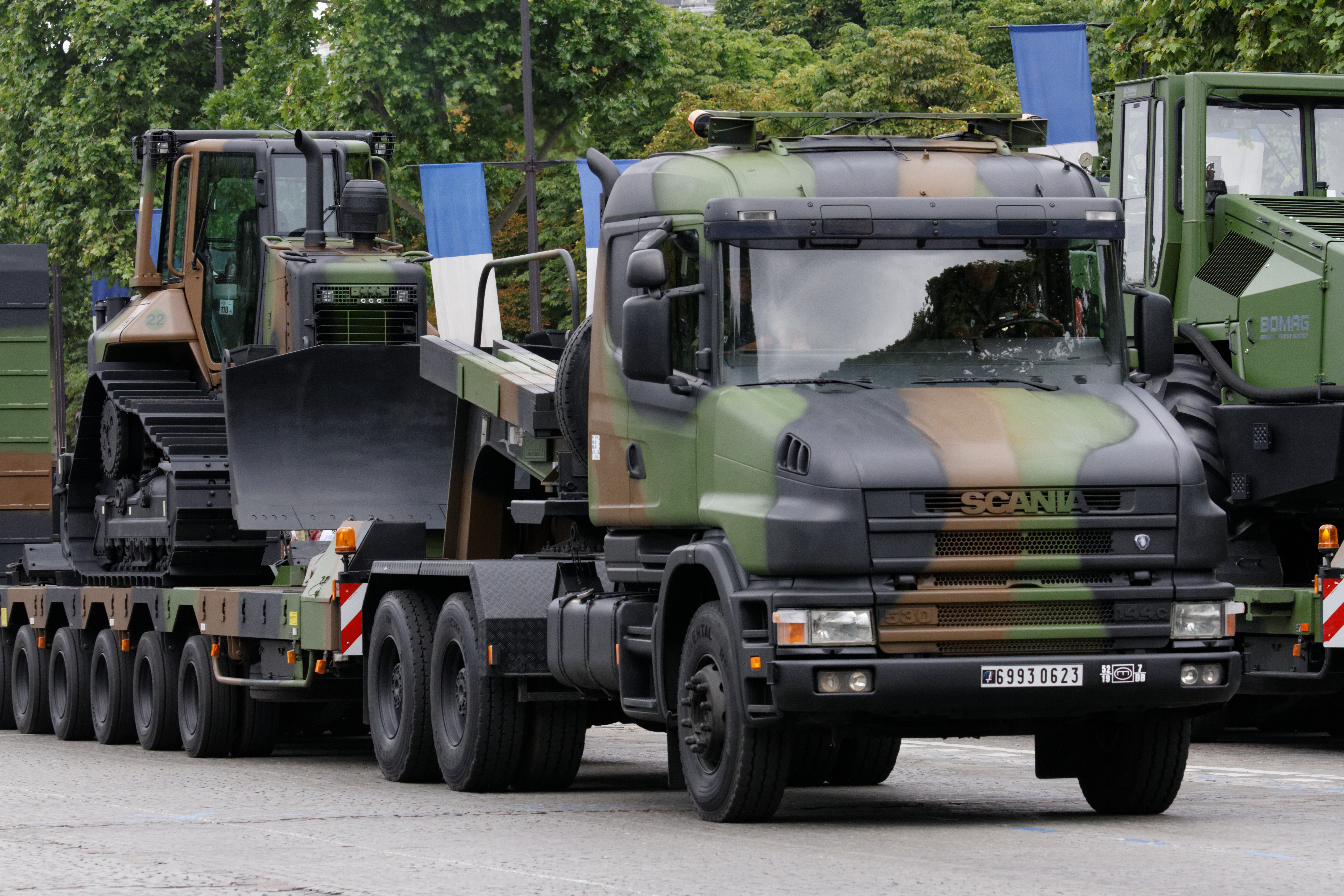
Scania T114GB tanktransporter van de Franse krijgsmacht met Caterpillar D6 rupsdozer
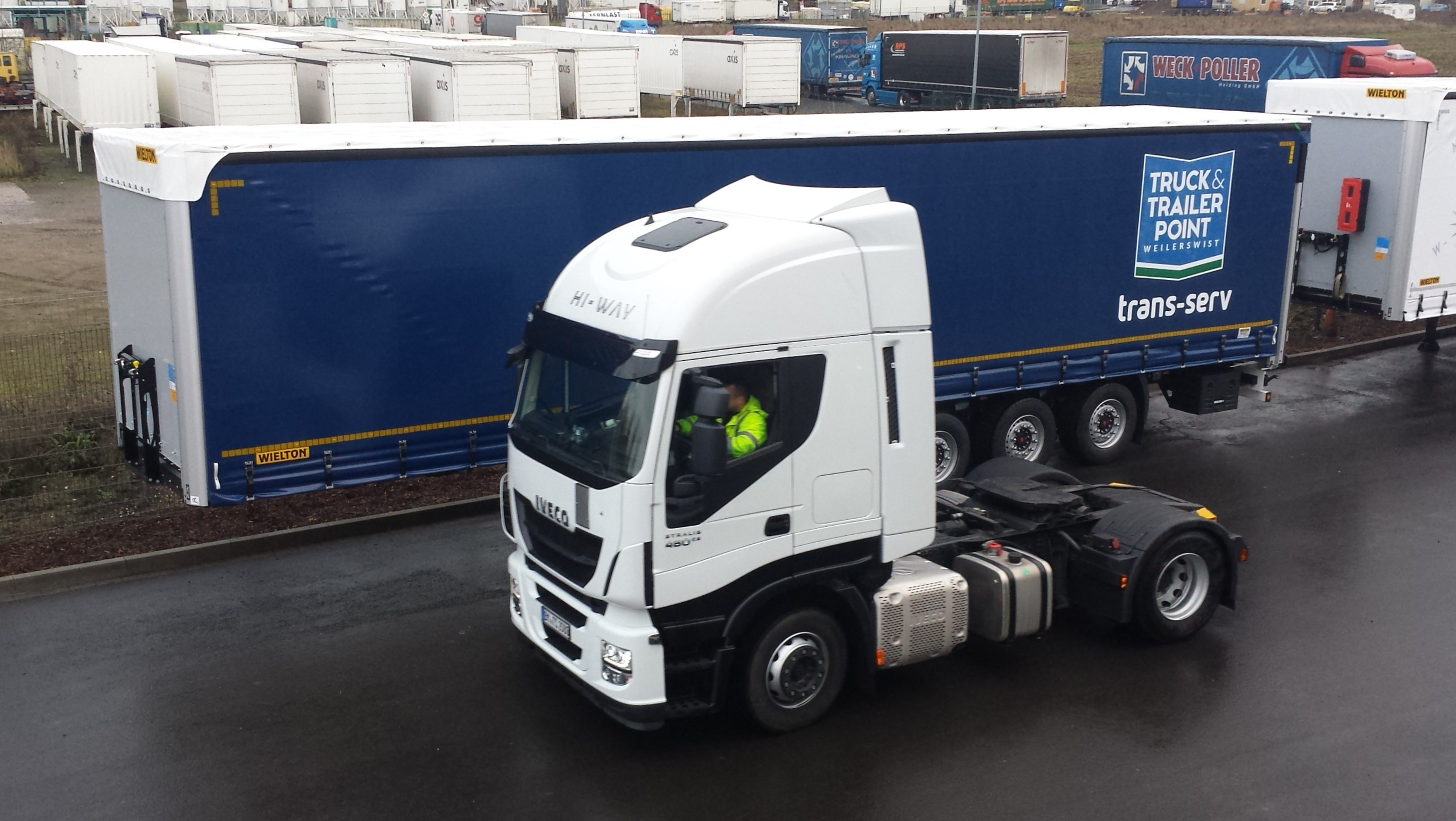
Trekker met ontkoppelde oplegger
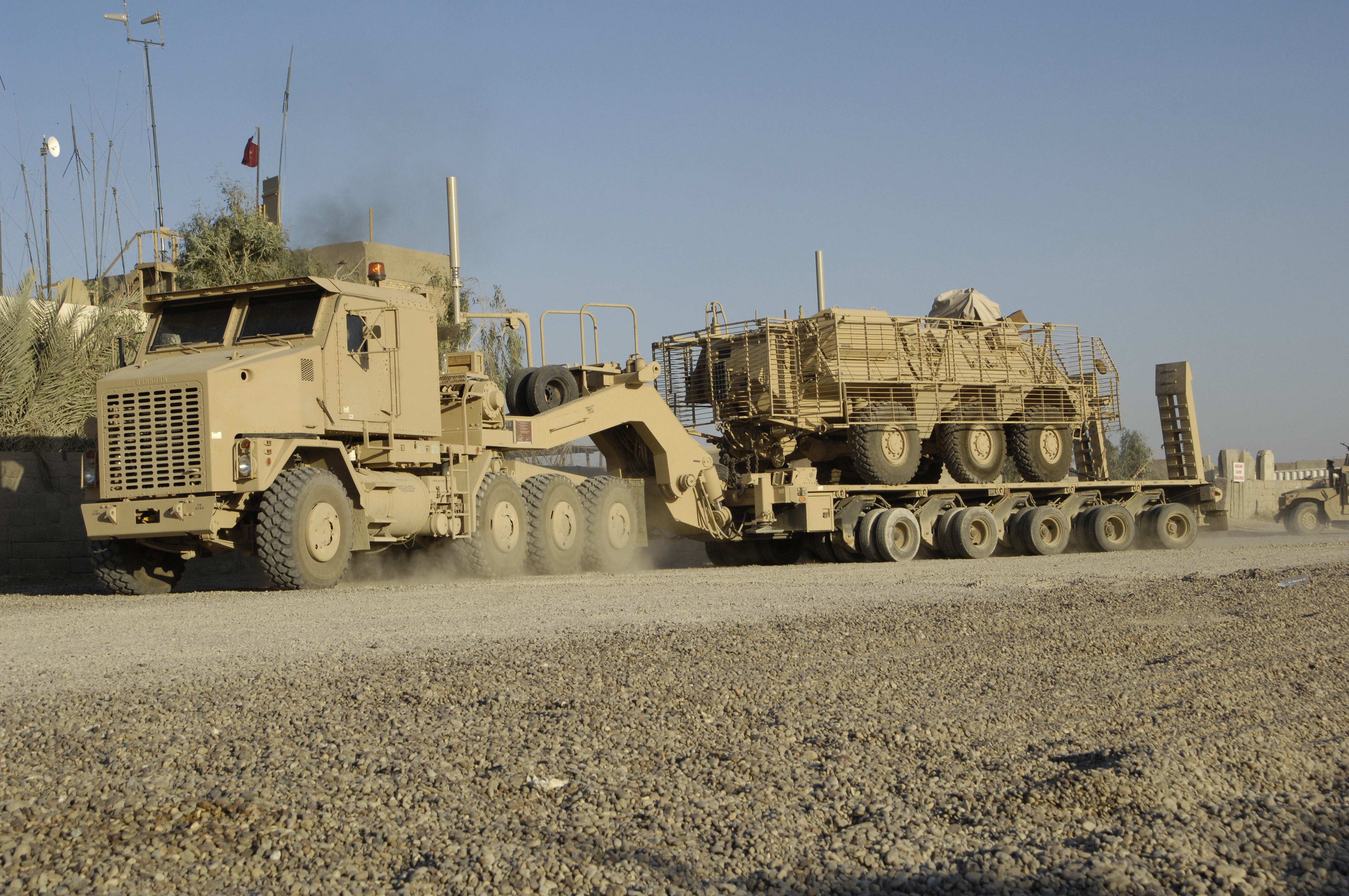
Oshkosh M1070 8×8 HET zwaar-transport trekker met 5-assige M1000 HETS oplegger met M93 Fox NBCRS Bagdad
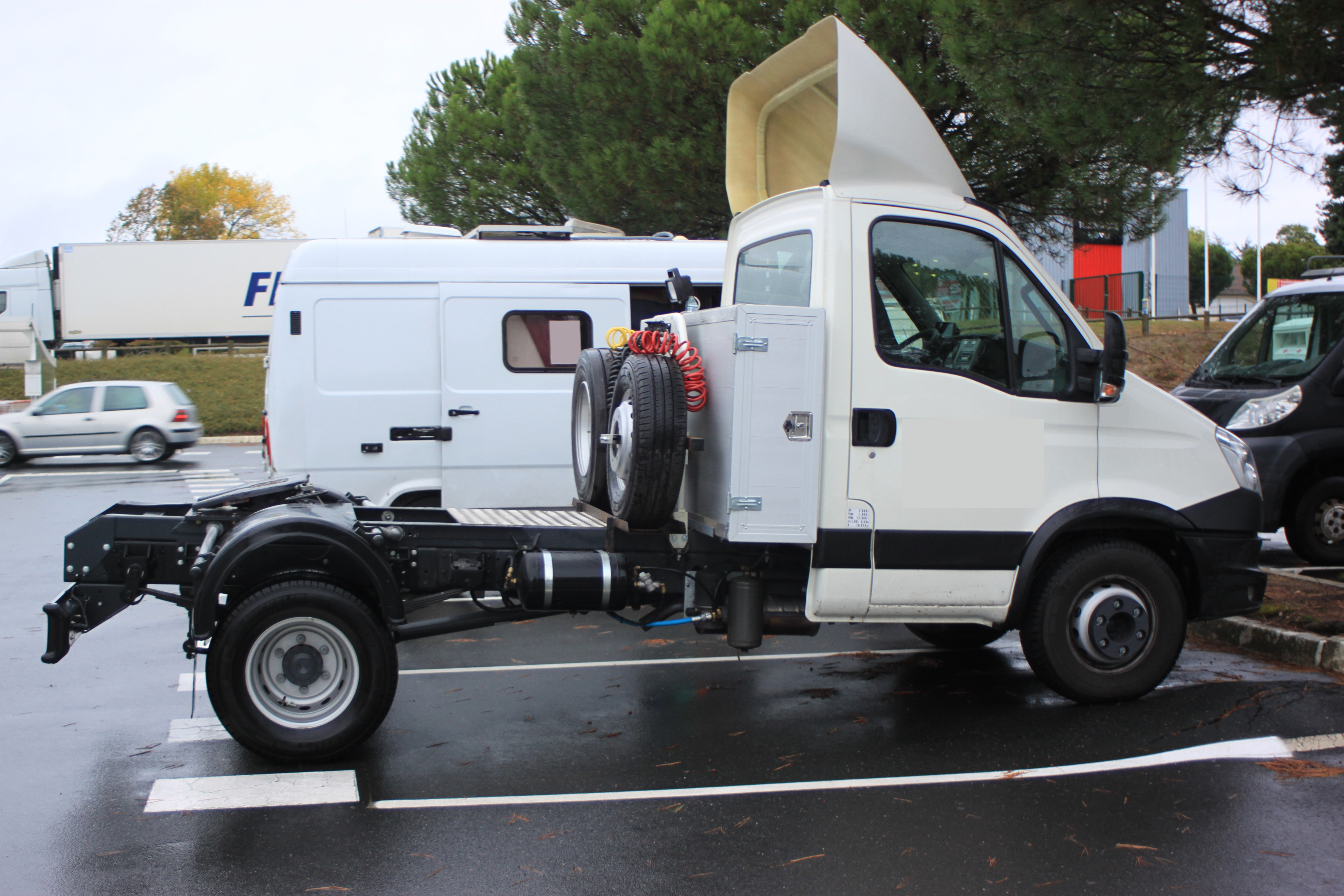
Iveco Daily BE-trekker
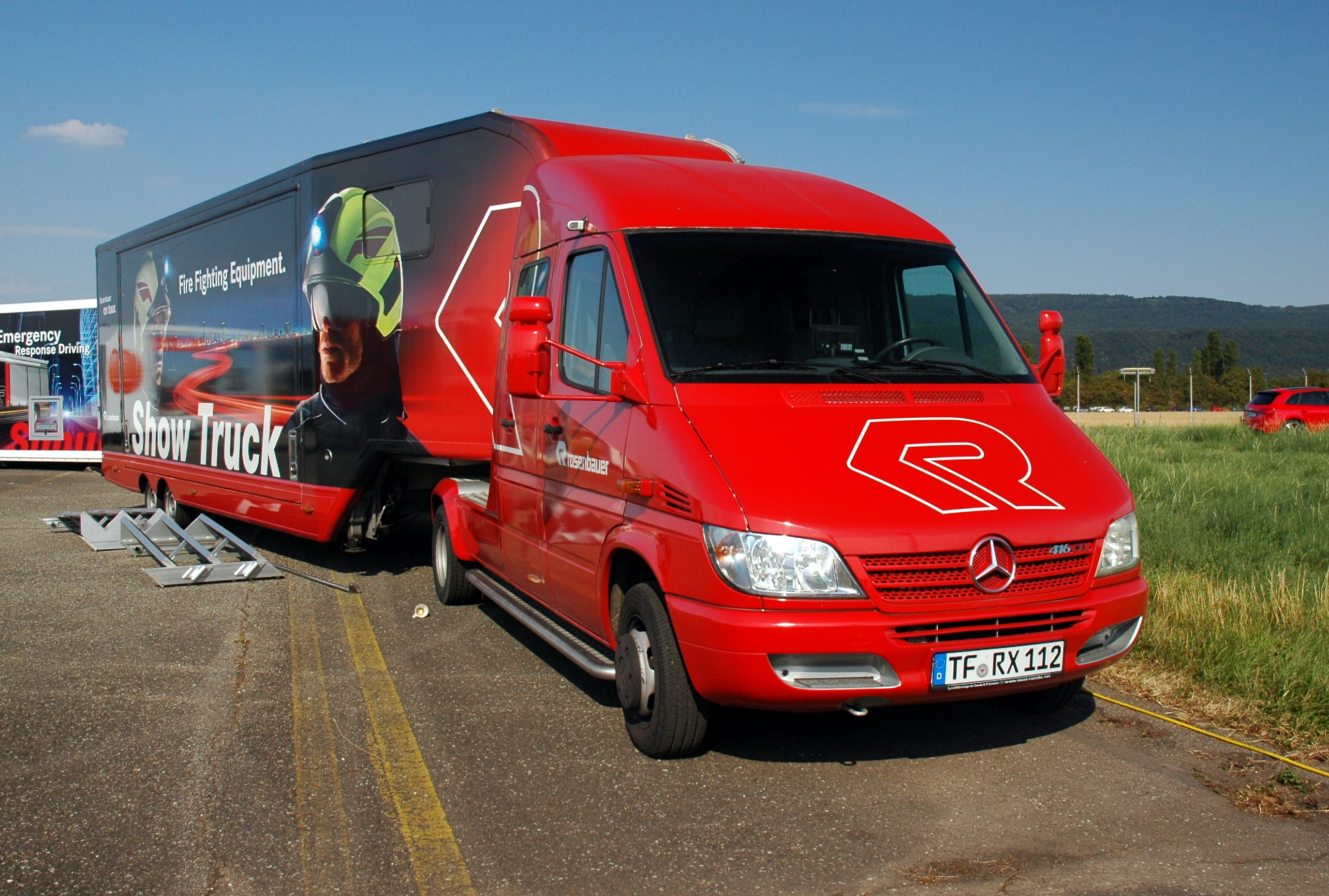
Mercedes-Benz Sprinter BE combinatie
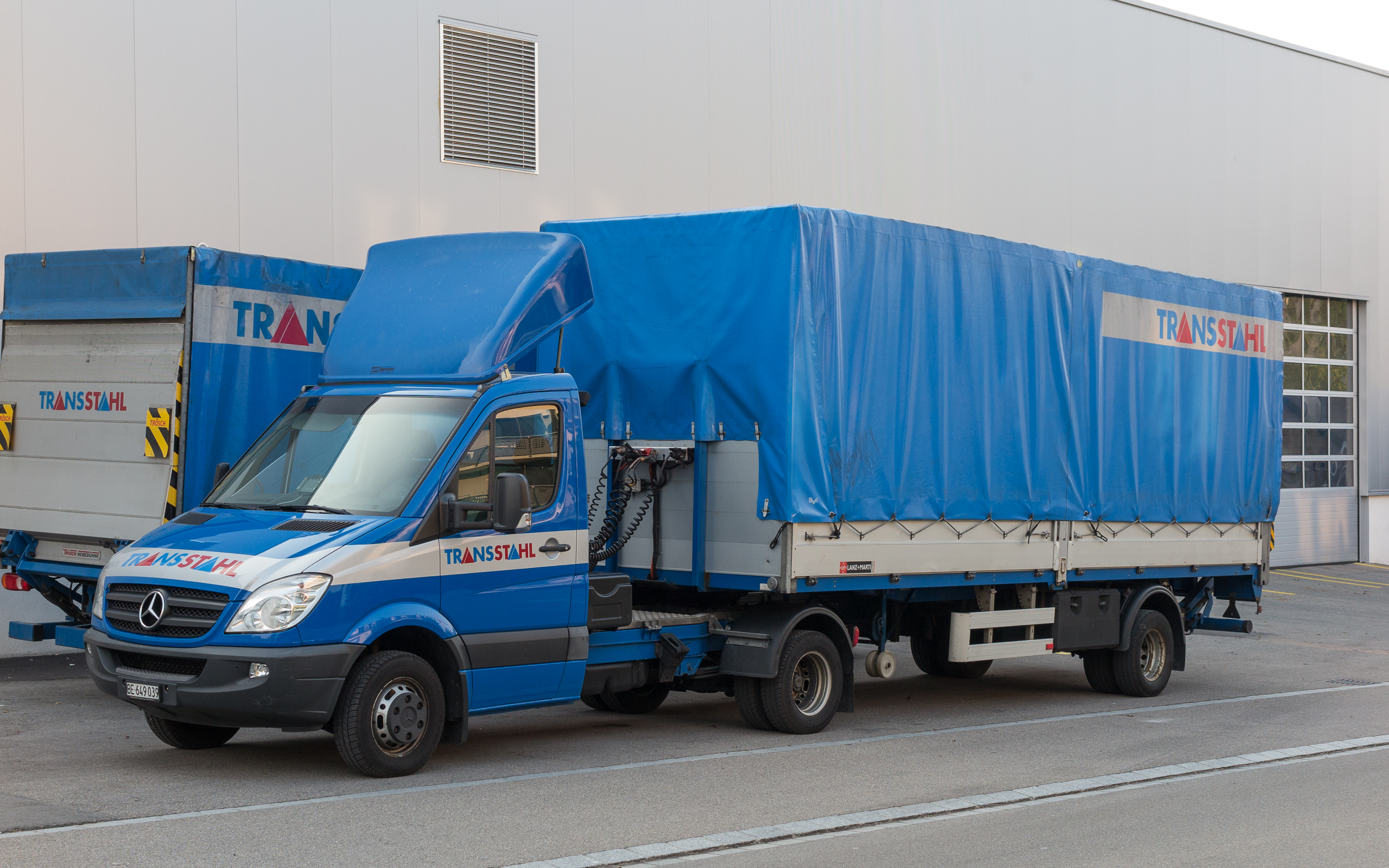
Mercedes-Benz Sprinter BE combinatie
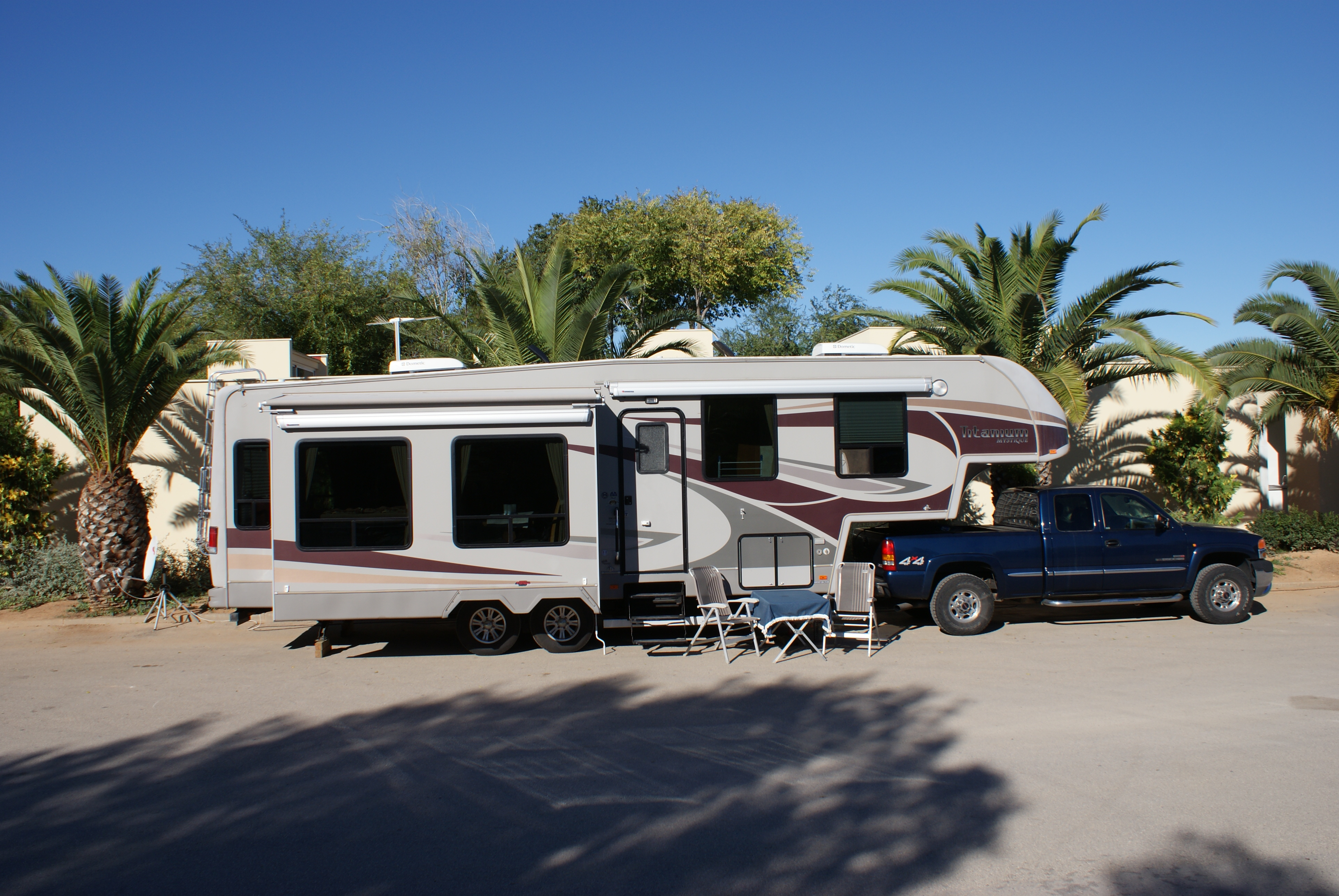
GMC Sierra pickup met caravan-oplegger
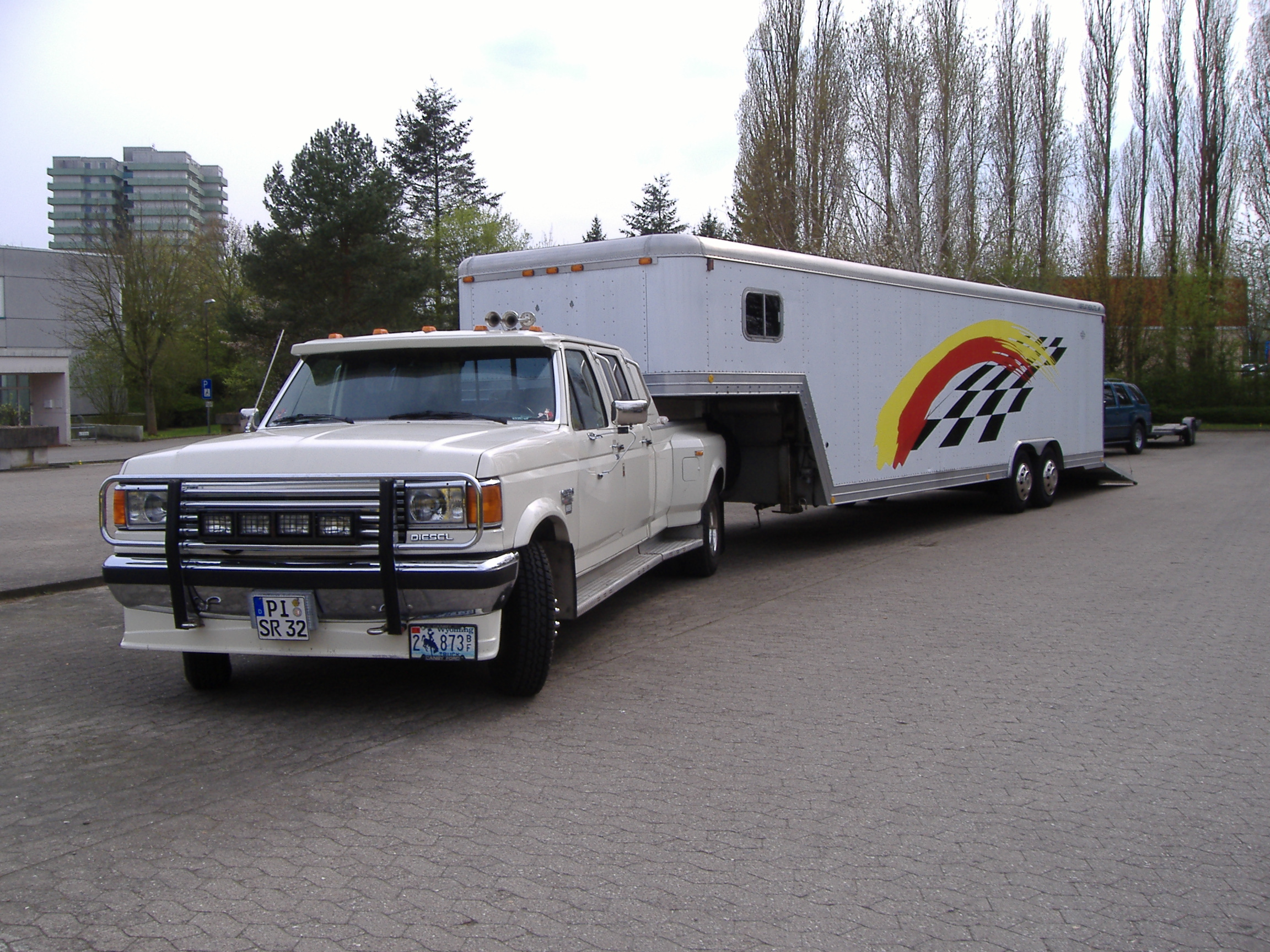
Ford F-350 met veevervoer-oplegger
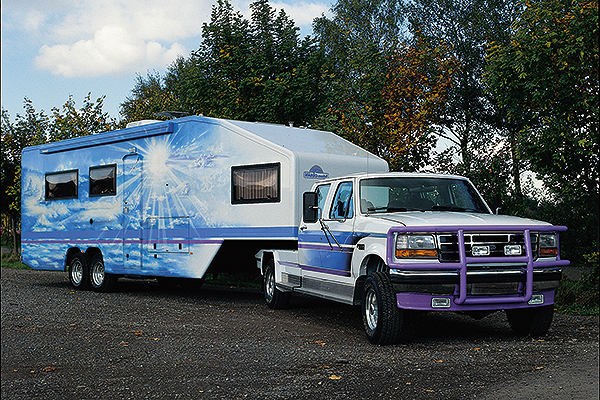
Ford F-900 met caravanoplegger